# 杵築神社 (平群町)
杵築神社（きづきじんじゃ）は、奈良県生駒郡平群町福貴畑に鎮座する神社。旧社格は、村社。

## 概要
集落を貫流する渓流のすぐ上にある急な石段の登り口左側に、永禄十一年の一観音六地蔵石仏が祀られ、右側には、文化二年八月に献納された石燈籠がある。石段を登りつめると割拝殿様式の木造瓦葺の建物がある。広庭の左側に社務所、右側に宝形造の観音堂があり、その隣が神社であるが、整備された堅固な建築の拝殿は、正面に向拝がついている。拝殿に連結して神饌所があり、その続きに本殿がある。
祭神は、素戔嗚命。
本殿のすぐ左側の石垣に囲まれた壇上に若宮社(拝殿の左側から行かないと見れない)があり、祭神は、田心姫命。
創祀や由緒については、分かっていない。
社殿のすぐ右手にある観音堂は、堂内に天文十七年の木造聖観音座像(町指定文化財)や室町後期作の木造深沙大将立像(県指定文化財)がある。